# Royal College of Surgeons in Ireland
Das Royal College of Surgeons in Ireland (kurz: RCSI; irisch Coláiste Ríoga na Máinleá in Éirinn) in Dublin, Irland wurde 1784 gegründet und war seither ein irisches Institut zur Ausbildung von Chirurgen. Seit 2019 ist es eine Volluniversität und nennt sich seither auch RCSI University of Medicine and Health Sciences. Im Unterschied zu ihren Schwesterinstituten in Großbritannien (Royal College of Surgeons of England, Royal College of Surgeons of Edinburgh, Royal College of Physicians and Surgeons of Glasgow) bietet es aber nicht nur Qualifikationen für die Weiterbildung als Facharzt an, sondern auch für die medizinische Grundausbildung. Es bietet die üblichen universitären Abschlüsse an (Bachelor und Master Abschlüsse, den M. D. und ein eigenes Lizenziat). Es ist als anerkanntes College ein Teil der National University of Ireland.
Das RCSI wurde 1784 gegründet (mit einer Bestätigung durch König Georg III.) auf Vorschlag der Dublin Society of Surgeons (gegründet 1780), um überhaupt eine Ausbildung für Chirurgen in Irland anzubieten. Von Anfang an gab es keine Trennung in Religionen (wie sonst damals in Irland üblich). Eine entsprechende Ausbildung am Trinity College (Dublin) wurde erst 1851 eingeführt. Anfang des 19. Jahrhunderts bezog das College seinen heutigen Hauptsitz, ein 1810 fertiggestellter klassizistischer Bau in der York Street. Das Ausbildungszentrum befindet sich seit den 1980er-Jahren am Beaumont Hospital.
Das RCSI ist auch international in der Weiterbildung von Ärzten aktiv (Dubai, Bahrain, Malaysia). Für Südafrika bildeten das College während der Apartheid Ärzte aus den Teilen der Bevölkerung aus, die dort vom Studium ausgeschlossen waren. 2010 gab es rund 3300 Studenten. Sie kommen aus über 60 Ländern.
Es gibt Fakultäten für die Ausbildung in Medizin, Pharmakologie und Physiotherapie sowie Fakultäten für Zahnheilkunde, Sportmedizin, Radiologie und Hebammen. Das RCSI ist daneben auch in der Forschung aktiv.
Das College verleiht Ehren-Fellowships (auch an Persönlichkeiten, die keine Mediziner sind).
Das entsprechende Institut der irischen Ärzte ist das Royal College of Physicians of Ireland.